# Solfato di berillio
Il solfato di berillio è un solido cristallino di colore bianco, in genere sotto forma di tetraidrato, con formula chimica [Be(H2O)4]SO4. È stato isolato per la prima volta nel 1815 da Jöns Jacob Berzelius. Il solfato di berillio può essere ottenuto in una soluzione acquosa facendo reagire con acido solforico abbondanti quantità di sali di berillio; in tale caso la soluzione va incontro ad evaporazione e il solfato di berillio cristallizza. Questo composto chimico può essere convertito nella sua forma anidro a seguito di riscaldamento fino a 400 °C.
È una sostanza cancerogena ed è pertanto stata inserita nel gruppo 1 della classificazione IARC.

## Struttura
Alla cristallografia a raggi X, il tetraidrato contiene un'unità tetraedrica (Be(OH2)42+) e un anione solfato. Le ridotte dimensioni del catione Be2+ determina il numero di molecole d'acqua che possono instaurare legami con questa struttura.
L'analogo sale di magnesio, MgSO4ˑ6H2O, contiene un'unità ottaedrica (Mg(OH2)62+). L'esistenza dello ione tetraedrico Be(OH2)42+ nelle soluzioni acquose di nitrato di berillio e di cloruro di berillio è stata confermata con la spettroscopia infrarossa; all'esame spettroscopico, la banda corrispondente a BeO4 manca invece nel caso del solfato di berillio e le bande corrispondenti ai solfati non sono particolarmente nitide.
La versione anidro del solfato di berillio ha una struttura cristallina simile a quella della berlinite. La sua struttura microcristallina è data dall'alternanza di Be e di S interagenti tra loro mediante legami di coordinazione, che conferiscono la forma tetraedrica alla microstruttura. Ogni atomo di ossigeno presente due legami di coordinazione, uno con il berillio e l'altro con lo zolfo. La lunghezza del legame Be-O è di 156 picometri, mentre quella del legame S-O è di 150 picometri.
Una miscela di berillio e di solfato di radio è stata utilizzata come fonte di neutroni nell'ambito della scoperta del fenomeno della fissione nucleare.